# NGC 7477
NGC 7477 (również PGC 1245518) – galaktyka spiralna (S), znajdująca się w gwiazdozbiorze Ryb. Odkrył ją Heinrich Louis d’Arrest 9 września 1866 roku.